# Monosabio

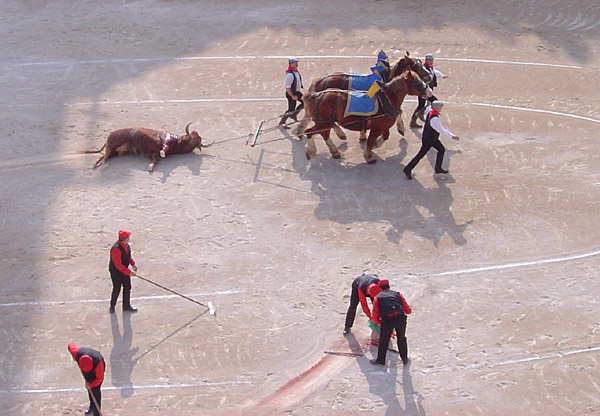
En grupp monosabios ordnar sandplanen, en uppgift som normalt tas om hand av areneros. I bakgrunden drar mulilleros bort tjuren.

Monosabio är den person som hjälper till och, om det är nödvändigt, kommer till picadorens hjälp på tjurfäktningsarenan under tjurfäktningen. Han hjälper picadoren att sitta upp på hästen, håller i hästen under suerte de varas för att inte hästen skall stångas omkull och kommer till picadorens hjälp om så sker. Monosabios har en utmärkande klädsel som skiljer dem från resten av deltagarna. Klädseln har sedan mitten av 1800-talet varit densamma, och består av en vid tröja eller skjorta i rött eller blått, mörka byxor och en mössa i samma färg som skjortan. De är de enda som har tillåtelse att gå in på arenan, förutom toreros, under kampen.

## Namnets ursprung
Benämningen monosabio härrör från en cirkusföreställning som ägde rum i Madrid 1847 i vilken en grupp apor uppvisade en rad konster under artistnamnen ”los monos sabios” (”de kunniga aporna”). Dessa apor var klädda i röda blusar och madridpubliken började jämföra dessa uniformer med de uniformer som medhjälparna på tjurfäktningarna hade, vilka fram tills då hade kallats chulos. Namnet fick spridning och los monos sabios som blev till ett ord –monosabios– inkorporerades sedan dess bland tjurfäktningstermerna och kom senare också in i DRAE.

## Fotnoter och källor
- José María de Cossío, El Cossío, Band 6 ”Los toros”, Madrid, Espasa Calpe, 2007. Sid 79–84.